# Partículas energéticas solares
Las partículas energéticas solares (en inglés: Solar energetic particles, SEP) ) son partículas de alta energía provenientes del Sol. Fueron observados por primera vez a principios de la década de 1940. Consisten en protones, electrones e iones HZE con una energía eléctrica que va desde unas pocas decenas de keV hasta muchos GeV (las partículas más rápidas pueden alcanzar una gran fracción de la velocidad de la luz, como en un GLE, un aumento repentino en la intensidad de los rayos cósmicos observado por detectores terrestres observados por primera vez por Scott Forbush). Son de particular interés e importancia porque pueden poner en peligro la vida en el espacio exterior (especialmente partículas por encima de 40 MeV).

## Tormentas de radiación solar
Las partículas energéticas solares se aceleran durante las tormentas de radiación solar (también conocidos como solar particle events). Estos pueden originarse en un sitio de erupción solar o por ondas de choque asociadas con eyecciones de masa coronal (CME). Sin embargo, solo alrededor del 1% de las CME producen eventos SEP fuertes.
Son posibles dos mecanismos principales de aceleración: la aceleración de choque difusiva (diffusive shock acceleration o DSA, un ejemplo de aceleración de Fermi de segundo orden) o el mecanismo de deriva de choque. Los SEP se pueden acelerar a energías de varias decenas de MeV dentro de 5 a 10 radios solares (5% de la distancia Sol-Tierra) y pueden llegar a la Tierra en unos pocos minutos en casos extremos. Esto hace que la predicción y la advertencia de eventos con SEP sea un desafío lo suficientemente complicado.
En marzo de 2021, la NASA informó que los científicos habían localizado la fuente de varios eventos con SEP, lo que podría conducir a mejores predicciones en el futuro.

## Investigación

Animación del coronógrafo STEREO de la NASA durante una eyección de masa coronal seguida por emisión de SEPs.

Los SEP son de interés para los científicos porque proporcionan una buena muestra de materiales solares. A pesar de la fusión nuclear que ocurre en el núcleo, la mayoría del material solar es representativo del material que formó el sistema solar. Al estudiar la composición isotópica de SEP, los científicos pueden medir indirectamente el material que formó el sistema solar.